# Elisabetta Maddalena di Pomerania
Elisabetta Maddalena di Pomerania-Stettino (Stettino, 2 dicembre 1580 – Mitau, 14 maggio 1649) è stata una duchessa tedesca appartenente alla dinastia pomerana dei Greifen.
Era la seconda figlia di Ernesto Ludovico di Pomerania e di sua moglie Sofia Edvige di Brunswick-Wolfenbüttel (1561-1631).

## Biografia
Il casato ducale di Pomerania stava volgendo al suo termine e al duca Ernesto Ludovico premeva sistemare dignitosamente i figli, assicurando alla dinastia una discendenza: così fece dichiarare sua figlia maggiorenne all'età di undici anni e la fidanzò con il duca di Curlandia e Semigallia Federico Kettler, che sposò a Mitau l'anno seguente.
Anche al ducato di Curlandia mancava un legittimo erede, che a Federico premeva assicurarsi; quasi dopo un anno, Elisabetta Maddalena fu dichiarata incinta e diede alla luce un figlio nel luglio 1593, ma il figlio non sopravvisse che pochi giorni, anche per la difficoltà del parto, avvenuto quando la principessa, sebbene sviluppata, non aveva ancora tredici anni.
Il rapporto della coppia ducale fu tutt'altro che positivo, in quanto, secondo Federico, Elisabetta Maddalena non aveva portato a termine i suoi doveri di duchessa, cioè dare un figlio allo stato, e inoltre era infastidito dalle troppe attenzioni delle quali la moglie veniva colmata dal fratello Guglielmo mentre a sua volta Elisabetta Maddalena non tollerava l'essere lasciata fuori dagli affari di stato.
Dopo pochi anni di matrimonio, Elisabetta Maddalena si allontanò dalla corte curlandese, risiedendo per qualche tempo in Polonia e tornando a Mitau ormai anziana, dove morì.

## Ascendenza
|                                                        |                                                |                                                   | Genitori                                         |  |  | Nonni |  |  | Bisnonni                      |  |  | Trisnonni                          |  |
|                                                        |                                                |                                                   |                                                  |  |  |       |  |  | Georg I, IX duca di Pomerania |  |  | Bogislaw X, VIII duca di Pomerania |  |
|                                                        |                                                |                                                   |                                                  |  |  |       |  |  | Georg I, IX duca di Pomerania |  |  | Bogislaw X, VIII duca di Pomerania |  |
|                                                        |                                                | principessa Anna Jagiellonka                      |                                                  |  |  |       |  |  | Georg I, IX duca di Pomerania |  |  |                                    |  |
| Philipp I, I duca di Pomerania-Wolgast                 |                                                |                                                   |                                                  |  |  |       |  |  | Georg I, IX duca di Pomerania |  |  |                                    |  |
|                                                        |                                                | principessa Amalie von der Pfalz                  | Philipp, XXIX elettore e conte palatino del Reno |  |  |       |  |  |                               |  |  |                                    |  |
|                                                        |                                                | principessa Amalie von der Pfalz                  | Philipp, XXIX elettore e conte palatino del Reno |  |  |       |  |  |                               |  |  |                                    |  |
|                                                        |                                                | principessa Amalie von der Pfalz                  | principessa Margarete von Bayern-Landshut        |  |  |       |  |  |                               |  |  |                                    |  |
| Ernst Ludwig, II duca di Pomerania-Wolgast             |                                                | principessa Amalie von der Pfalz                  |                                                  |  |  |       |  |  |                               |  |  |                                    |  |
|                                                        |                                                | Johann, X principe elettore di Sassonia           | Ernst, VIII principe elettore di Sassonia        |  |  |       |  |  |                               |  |  |                                    |  |
|                                                        |                                                | Johann, X principe elettore di Sassonia           | Ernst, VIII principe elettore di Sassonia        |  |  |       |  |  |                               |  |  |                                    |  |
|                                                        |                                                | Johann, X principe elettore di Sassonia           | duchessa Elisabeth von Bayern-München            |  |  |       |  |  |                               |  |  |                                    |  |
| principessa Maria von Sachsen                          |                                                | Johann, X principe elettore di Sassonia           |                                                  |  |  |       |  |  |                               |  |  |                                    |  |
|                                                        |                                                | principessa Margarete von Anhalt-Köthen           | Waldemar VI, IX principe di Anhalt-Köthen        |  |  |       |  |  |                               |  |  |                                    |  |
|                                                        |                                                | principessa Margarete von Anhalt-Köthen           | Waldemar VI, IX principe di Anhalt-Köthen        |  |  |       |  |  |                               |  |  |                                    |  |
|                                                        |                                                | principessa Margarete von Anhalt-Köthen           | contessa Margarete von Schwarzburg-Sondershausen |  |  |       |  |  |                               |  |  |                                    |  |
| Elisabeth Magdalene von Pommern-Wolgast                |                                                | principessa Margarete von Anhalt-Köthen           |                                                  |  |  |       |  |  |                               |  |  |                                    |  |
|                                                        | Julius, III principe di Brunswick-Wolfenbüttel | Heinrich V, II principe di Brunswick-Wolfenbüttel |                                                  |  |  |       |  |  |                               |  |  |                                    |  |
|                                                        | Julius, III principe di Brunswick-Wolfenbüttel | Heinrich V, II principe di Brunswick-Wolfenbüttel |                                                  |  |  |       |  |  |                               |  |  |                                    |  |
|                                                        | Julius, III principe di Brunswick-Wolfenbüttel | conte Maria von Württemberg                       |                                                  |  |  |       |  |  |                               |  |  |                                    |  |
| Heinrich Julius, IV principe di Brunswick-Wolfenbüttel | Julius, III principe di Brunswick-Wolfenbüttel |                                                   |                                                  |  |  |       |  |  |                               |  |  |                                    |  |
|                                                        |                                                | principessa Hedwig von Brandenburg                | Joachim II, XII principe elettore di Brandeburgo |  |  |       |  |  |                               |  |  |                                    |  |
|                                                        |                                                | principessa Hedwig von Brandenburg                | Joachim II, XII principe elettore di Brandeburgo |  |  |       |  |  |                               |  |  |                                    |  |
|                                                        |                                                | principessa Hedwig von Brandenburg                | principessa Jadwiga Jagiellonka                  |  |  |       |  |  |                               |  |  |                                    |  |
| Sophie Hedwig von Braunschweig-Wolfenbüttel            |                                                | principessa Hedwig von Brandenburg                |                                                  |  |  |       |  |  |                               |  |  |                                    |  |
|                                                        |                                                | Frederik II, re di Danimarca                      | Christian III, re di Danimarca                   |  |  |       |  |  |                               |  |  |                                    |  |
|                                                        |                                                | Frederik II, re di Danimarca                      | Christian III, re di Danimarca                   |  |  |       |  |  |                               |  |  |                                    |  |
|                                                        |                                                | Frederik II, re di Danimarca                      | duchessa Dorothea von Sachsen-Lauenburg          |  |  |       |  |  |                               |  |  |                                    |  |
| principessa Elisabeth af Danmark                       |                                                | Frederik II, re di Danimarca                      |                                                  |  |  |       |  |  |                               |  |  |                                    |  |
|                                                        |                                                | duchessa Sophie von Mecklenburg-Güstrow           | Ulrich III, II duca di Meclemburgo-Güstrow       |  |  |       |  |  |                               |  |  |                                    |  |
|                                                        |                                                | duchessa Sophie von Mecklenburg-Güstrow           | Ulrich III, II duca di Meclemburgo-Güstrow       |  |  |       |  |  |                               |  |  |                                    |  |
|                                                        |                                                | duchessa Sophie von Mecklenburg-Güstrow           | principessa Elisabeth af Danmark                 |  |  |       |  |  |                               |  |  |                                    |  |
|                                                        |                                                | duchessa Sophie von Mecklenburg-Güstrow           |                                                  |  |  |       |  |  |                               |  |  |                                    |  |